# Wielersport op de Paralympische Zomerspelen 1984
De VIIe Paralympische Spelen werden in 1984 gehouden in Stoke Mandeville (Verenigd Koninkrijk) en New York, Verenigde Staten.
De Paralympics van 1984 werden in twee verschillende landen georganiseerd. Dit was vooral te wijten aan de Amerikaanse Gehandicaptensport Organisaties. Met name de Amerikaanse Wheelchairsport Association wilde dermate veel invloed en atleten op de Spelen, dat dat voor de andere Organisaties (Blinden, Spastici en Amputees) niet accepteerbaar was. Deze drie organisaties besloten om de Paralympics in New York USA te houden van 16 juni tot 30 juni 1984, zonder de rolstoelers. Deze kregen hun eigen spelen in Stoke Mandeville, Verenigd Koninkrijk van 23 juli tot 1 augustus 1984.
Wielrennen stond voor het eerst op  het programma en was daarmee een van de 18 sporten tijdens deze spelen. Johan Smolders won voor Nederland de eerste gouden medaille bij het wielrennen. Voor België waren er geen wielrenners aanwezig tijdens deze spelen.

## Mannen

### Weg

#### Tweewielers
| Klasse   | Evenement | Tijd     | land | Goud            | land | Zilver             | land | Brons          |
| -------- | --------- | -------- | ---- | --------------- | ---- | ------------------ | ---- | -------------- |
| CP Div 3 | 1,500 m   | 2:17.171 | NOR  | Morten Fromyr   | CAN  | Dean Dwyer         | NED  | Toine Meijvis  |
| CP Div 4 | 1,500 m   | 2:28.591 | FRA  | Dominique Molle | USA  | Richard Lufkin     | POR  | Candido Leite  |
| CP Div 3 | 5,000 m   | 8:22.80  | NOR  | Morten Fromyr   | CAN  | Dean Dwyer         | NED  | Toine Meijvis  |
| CP Div 4 | 5,000 m   | 9:05.45  | FRA  | Dominique Molle | POR  | Antonio Jose Silva | USA  | Richard Lufkin |

#### Driewielers
| Klasse   | Evenement | Tijd     | land | Goud            | land | Zilver          | land | Brons           |
| -------- | --------- | -------- | ---- | --------------- | ---- | --------------- | ---- | --------------- |
| CP Div 2 | 1,500 m   | 3:18.658 | NOR  | Johnny Kuiserud | FRG  | Hans Peter Burk | FRG  | Stefan Krieger  |
| CP Div 2 | 3,000 m   | 6:08.37  | NED  | Johan Smolders  | NOR  | Johnny Kuiserud | FRG  | Hans Peter Burk |

## Vrouwen

### Weg

#### Driewielers
| Klasse   | Evenement | Tijd     | land | Goud        | land | Zilver               | land | Brons |
| -------- | --------- | -------- | ---- | ----------- | ---- | -------------------- | ---- | ----- |
| CP Div 2 | 1,500 m   | 6:06.946 | CAN  | Leslie Lord | FIN  | Marie Krisi Ranninen |      |       |

Atletiek · Bankdrukken · Basketbal · Boogschieten · Boccia · CP-voetbal · Gewichtheffen · Goalball · Koersbal · Paardensport · Schermen · Schietsport · Snooker · Tafeltennis · Volleybal · Worstelen · Wielersport · Zwemmen
New York & Stoke Mandeville 1984 ·
Seoel 1988 ·
Barcelona 1992 ·
Atlanta 1996 ·
Sydney 2000 ·
Athene 2004 ·
Peking 2008 ·
Londen 2012 ·
Rio de Janeiro 2016 ·
Tokio 2020 ·
Parijs 2024 ·
Los Angeles 2028